# Obchodní závazkový vztah
Obchodní závazkový vztah je právní vztah, který vzniká mezi podnikateli o nějakém konkrétním obchodním závazku. Dříve byl regulován třetí částí obchodního zákoníku, po roce 2014 ale došlo ke sjednocení českého obligačního práva a proto se stejně jako ostatní závazkové vztahy řídí čtvrtou částí občanského zákoníku.

## Typy podle obchodního zákoníku
Podle dřívějšího obchodního zákoníku (§ 261 a 262) mohly obchodní závazkové vztahy vzniknout i mezi nepodnikatelskými subjekty. Obvykle se označovaly dále uvedenými tradičními (v obchodním zákoníku však výslovně neuvedenými) názvy.

### Relativní obchody
Relativní obchody byly 
1. vztahy mezi podnikateli navzájem v rámci jejich podnikatelské činnosti (kupní smlouva, smlouva o dílo),
2. vztahy mezi podnikateli a státem v rámci jejich podnikatelské činnosti při uspokojování veřejných potřeb (veřejné zakázky).

Tyto obchody se řídily obchodním zákoníkem a ponechávaly volný prostor pro dohodu specifických podmínek, pro každý jejich případ unikátní.

### Absolutní obchody
Do absolutních obchodů spadaly taxativně vyjmenované závazkové vztahy, které podléhaly obchodnímu zákoníku bez ohledu na povahu účastníků, ačkoli sem patřily vztahy především mezi podnikateli. Např. vztahy mezi zakladateli obchodních společností (a družstev), vztahy mezi společnostmi a jejich statutárními orgánemy. Dále také vztahy z burzovních obchodů, smlouvy o bankovních převodech apod.
Tyto obchody se řídily obchodním zákoníkem a neponechávaly volný prostor pro dohodu specifických podmínek, všechny parametry už byly přesně a jednoznačně stanoveny, žádné další ani nešlo přidat, typicky šlo například o sjednocenou splatnost dluhu.

### Fakultativní obchody
Pod pojem fakultativních obchodů patřily závazkové vztahy, pro něž si smluvní strany písemně ve smlouvě sjednaly použitelnost obchodního zákoníku. Tyto obchody se řídily obchodním zákoníkem pouze proto, že si ho strany vybraly – pak měly charakter relativního obchodu.

### Absolutní neobchody
Absolutní neobchod (nebo zkráceně neobchod) byl závazkový vztah, který se vždy řídil ustanoveními dřívějšího občanského zákoníku, bez ohledu na povahu účastníků. Tyto obchody se tedy obchodním zákoníkem nikdy neřídily, používaly jiný právní předpis. Šlo např. o právní vztahy vznikající z pojistné smlouvy.